# Langweiler (bei Lauterecken)
Langweiler település Németországban, Rajna-vidék-Pfalz tartományban. Lakosainak száma 215 fő (2023. december 31.).

## Népesség
A település népességének változása:
| Lakosok száma | 300  | 246  | 241  | 219  | 220  | 215  |
|               | 1975 | 2017 | 2019 | 2021 | 2022 | 2023 |